# リヴォルヴェルヘルド
リヴォルヴェルヘルド (Revolverheld) は、ドイツ・ハンブルク出身のロック・バンドである。
結成時のバンド名は「マンガ」(Manga)だったが2004年に「ツナミキラー」(Tsunamikiller)に改称。だが同年にスマトラ島沖地震が発生、その後現在のバンド名に落ち着く。

## メンバー
- ヨハネス・シュトラーテ（Johannes Strate、1980年3月17日 - ） / ボーカル・ギター
- クリストファー・フュネック（Kristoffer Hünecke、1978年5月12日 - ） / ギター・コーラス
- ニールス・グローシュ（Niels Grötsch、1980年4月22日 - ） / ギター・コーラス
- ヤーコブ・シン（Jakob Sinn、1980年12月20日 - ） / ドラムス
- フロリアン・シュピアー（Florian „Flo“ Speer、1977年7月10日 - ） / ベース

## 概要
バンド名は日本語で「殺し屋、ガンスリンガー」の意。小さなライブ会場でのオープニングアクトとして下積みを積む。「ロックンロール (Rock 'n' roll)」がラジオでよく流れたことで知名度を得る。
2003年、ハンブルク市で最も歴史がある雑誌のOXMOXが行っている新人バンド発掘のコンテストで3位になる。この時1位2位は該当なしだったため、実質的1位であった。
2005年にソニーBMGと契約しメジャーデビュー、ファーストシングル「ジェネレーション・ロック (Generation Rock、原語ではゲネレシオン・ロックが近い)」をリリース。この曲はギターヒーロー3 レジェンド オブ ロックにもボーナス曲として収録されている。サードシングルの「フロイデ・ブライベン (Freunde Bleiben)」はBundesvision Song Contest（ドイツ16州それぞれのラジオ局で最も人気の曲を選び、最終的に国内で最も人気のある曲を決めるコンテスト）でブレーメン州代表となり、その結果全国2位になる。この年にファーストアルバム『リヴォルヴェルヘルド (Revolverheld)』もリリースし、2006年にEins Live Kroneの最優秀新人賞を獲得する。
2007年にセカンドアルバム『カオスセオリー (Chaostheorie)』をリリース。セカンドシングルの「ドゥ・エクスプロディレスト (Du Explodierst)」は5555枚のみ発売された。PVのコンセプトやメンバーが着ている衣装は時計じかけのオレンジをモチーフとしている。
同年に発売の「ウンツァートレンリッヒ (Unzertrennlich)」のPVでは、キャンプに来た男女混合のグループのうち二人の少年が互いのことを気になるようになりキスをする。直後に片方が拒絶し次の日には彼らの関係は余所余所しいものとなるのだが、ラストでは片方の肩に手を置き友情は残っているのだと表現される。アルバムのプロデューサーも務めたクリストファーはインタビューで「彼らで表現したかったのは、思春期というものが典型的なボーイ・ミーツ・ガールだけではないということ」と答えている。ちなみにメンバーはラストのほんの数秒しか映っていない。
2008年、ドイツサッカー連盟からUEFA欧州選手権2008の公式応援歌を依頼され「ヘルデン2008 (Helden 2008)」を発表。翌年のUEFA U-21欧州選手権2009では歌詞を一部変えた「Helden2009」として再度歌われた。サッカー関連では他にも2006 FIFAワールドカップのドイツ代表を追いかけたドキュメンタリー映画『Deutschland. Ein Sommermärchen』に「ハイムシュピール (Heimspiel)」を提供している。
2010年にサードアルバム『イン・ファーベ (In Farbe)』をリリース。Die Happyのボーカルマルタ・ヤドヴァとデュエットしたバージョンの「ハルト・ディッヒ・アン・ミア・フェスト (Halt dich an mir fest)」は国内チャートで8位にランクインし、バンドとしては二つ目に大きなヒットとなっている。

## エピソード
- クリストファーはテニスのコーチとしても働いていた。
- ヤーコブはドラムのレッスンを受ける傍ら、アルバイトでモデルをしていた。
- フロリアンはギターとベースを9年間独学で学んでいる。

## ディスコグラフィー
発売日はドイツにおいての発売日である。「DE」はドイツ、「AT」はオーストリア、「CH」はスイスにおけるチャートの最高位を示している。
なおタイトルの後ろは英訳である。

### オリジナル・アルバム
| 発売日        | アルバムタイトル            | DE | AT | CH |
| ------------- | --------------------------- | -- | -- | -- |
| 2005年9月23日 | Revolverheld (Gunslinger)   | 7  | 27 | -  |
| 2007年5月25日 | Chaostheorie (Chaos Theory) | 3  | 17 | -  |
| 2010年3月12日 | In Farbe (In Color)         | 6  | 24 | 19 |
| 2013年9月20日 | Immer in Bewegung           | 9  | 3  | 82 |

### シングル
| 発売日         | シングルタイトル                                            | DE | AT | CH |
| -------------- | ----------------------------------------------------------- | -- | -- | -- |
| 2005年6月6日   | Generation Rock                                             | 58 | −  | −  |
| 2005年9月5日   | Die Welt steht still (The World Stands Still)               | 16 | 44 | −  |
| 2006年2月3日   | Freunde Bleiben (Staying Friends)                           | 14 | 13 | 51 |
| 2006年6月23日  | Mit dir chill'n (Chillin' with You)                         | 17 | 27 | −  |
| 2007年4月27日  | Ich werd die Welt verändern (I Will Change the World)       | 21 | 68 | −  |
| 2007年7月27日  | Du explodierst (You Explode、5555枚限定)                    | 70 | −  | −  |
| 2007年9月14日  | Unzertrennlich (Inseparable)                                | 45 | −  | −  |
| 2008年5月23日  | Helden 2008 (Heroes 2008)                                   | 2  | 57 | −  |
| 2010年2月26日  | Spinner (Crackpots)                                         | 13 | 69 | −  |
| 2010年7月30日  | Keine Liebeslieder (No Love Songs)                          | 74 | −  | −  |
| 2010年11月19日 | Halt dich an mir fest [feat. Marta Jandová] (Hold on to me) | 8  | 21 | 40 |
| 2024年         | Alors on danse (So We Dance)                                | −  | −  | −  |